# Проблема постоянной Хаббла
Проблема постоянной Хаббла – это значительное и устойчивое расхождение между значениями H0, полученными разными методами, с использованием разных астрофизических данных и стандартных свечей.

## Проблема постоянной хаббла

### Уравнение Хаббла
Связь между скоростью удаления галактики (v) и её расстоянием (d) описывается уравнением Хаббла: v = H0 * d. Значение H0 определяет темп этого расширения и имеет размерность скорости на расстояние (обычно километры в секунду на мегапарсек, км/с/Мпк).

### Как нашли проблему постоянной Хаббла
Проблема была выявлена при сравнении двух основных классов измерений:
1.  "Локальная" лестница расстояний: Калибровка цефеид в близких галактиках и использование их для определения расстояний до сверхновых типа Ia (SNe Ia) в более далёких галактиках. Этот метод даёт значение H0 около 73 км/с/Мпк (например, результаты коллаборации SH0ES).
2.  Наблюдения реликтового излучения (CMB): Анализ флуктуаций космического микроволнового фона спутником Planck в рамках стандартной космологической модели (ΛCDM). Этот метод, чувствительный к состоянию Вселенной в возрасте ~380 000 лет, даёт значение H0 около 67 км/с/Мпк.
Разница между этими значениями (~73 vs ~67 км/с/Мпк) составляет около 9%, что значительно превышает заявленные погрешности каждого метода. Независимые методы, такие как наблюдения барионных акустических осцилляций (BAO), в целом согласуются с более низким значением от CMB, усугубляя проблему.

## Возможные решения
Существует несколько гипотез для объяснения этого расхождения:
1. Неучтённые систематические ошибки: В одном или обоих методах могут присутствовать невыявленные погрешности (например, в калибровке цефеид, свойствах SNe Ia или моделировании CMB).
2. Новая физика за пределами ΛCDM: Расхождение может указывать на недостаточность стандартной космологической модели. Рассматриваются возможности, такие как: Нестандартные свойства темной энергии (например, её эволюция во времени). Взаимодействие между темной материей и темной энергией. Существование дополнительных релятивистских частиц в ранней Вселенной (дополнительное излучение).
3. Комбинация факторов: Решение может требовать как уточнения систематики, так и введения новых физических эффектов. Окончательного объяснения проблемы пока не найдено, и её разрешение является одной из важнейших задач современной космологии.